# Кастионе Андевено
Кастионе Андевено (итал. Castione Andevenno) је насеље у Италији у округу Сондрио, региону Ломбардија.
Према процени из 2011. у насељу је живело 1553 становника. Насеље се налази на надморској висини од 447 м.

## Становништво
| 1936. | 1951. | 1961. | 1971. | 1981. | 1991. | 2001. | 2011. |
| ----- | ----- | ----- | ----- | ----- | ----- | ----- | ----- |
| 1.675 | 1.617 | 1.514 | 1.519 | 1.571 | 1.585 | 1.553 | 1.562 |